# Porcijunkulovo
Porcijunkulovo je enotedenski festival, ki ga vsako leto konec julija in začetek avgusta prirejajo v hrvaškem mestu Čakovec. Velja za najpomembnejšo turistično prireditev Medžimurja, ki združuje sejem obrtnikov in drugih prodajalcev, razne prireditve, kot je razstava starodobnikov, ter glasbeni program z nastopi popularnih glasbenikov. Po trditvah prirediteljev vsako leto privabi več sto tisoč obiskovalcev.
Prireditev je v Čakovcu organizirana od leta 1964. Ima delno religiozen izvor, saj je bila prvotno zamišljena kot sejem tradicionalnih obrti ob verskem prazniku sv. Marije Angelske iz Porcijunkule (2. avgusta). Še zdaj ob tej priložnosti prirejajo tudi verske procesije in maše. V zadnjih letih je zaščitni znak Porcijunkulovega množica pisanih dežnikov, ki jih obesijo nad ulicami.